# Anel do Pescador

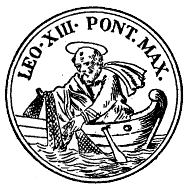
Imagem do anel do pescador do Papa Leão XIII.

O Anel do Pescador, também conhecido como Anulus Piscatoris (em latim) e o Anello Pescatorio (em italiano), é um símbolo oficial do Papa, o sucessor de São Pedro na Sé de Roma, que era um pescador. O anel de ouro apresenta um baixo-relevo de Pedro pescando de um barco. Este símbolo deriva da tradição que os apóstolos eram "pescadores de homens" (Marcos 1:17). Através dos séculos, foi demonstração de respeito ao Papa ajoelhar-se e beijar o Anel do Pescador, tradição que continua até a atualidade.

## Uso

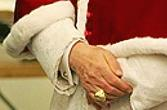
Fotografia do Papa Bento XVI usando o anel do pescador, 2007.

O Anel do Pescador era usado como um sinete até 1842 para selar documentos oficiais assinados pelo Papa.
Até há pouco tempo, após uma morte papal, o anel era cerimoniosamente esmagado na presença de outros cardeais pelo Camerlengo, a fim de evitar documentos falsos durante a Sede Vacante. Em caso de renúncia papal, o relevo do anel era raspado ou marcado com uma cruz. Um novo anel era fundido com o ouro do último anel para cada Papa. Ao redor da imagem está escrito em alto relevo o nome do respectivo Papa em Latim. Durante a cerimônia de Tomada Papal, o Decano do Colégio dos Cardeais coloca o anel no quarto dedo da mão direita do novo Papa.
Ao ser eleito, o Papa Francisco optou antes por um anel de prata dourada. Assim se converteu no primeiro Papa em usar um anel sem conter material do anel do Papa anterior.

## História
O primeiro Papa a usar com desenvoltura o anel do Pescador, com o símbolo de São Pedro, que ao contrário de hoje, era passado de pontífice para pontífice, assim que confirmada a sua morte, como símbolo de sua autoridade pastoral, foi o Papa Dâmaso I. O anel com a égide de Pedro, o primeiro papa, já não existe, pois foi destruído.
O primeiro registro do uso do anel do Pescador, foi pelo Papa Clemente IV, que o utilizou como um selo na carta para seu sobrinho Pedro Grossi em 1265, que foi usado para fechar toda a correspondência privada, pressionando o anel no lacre de cera vermelha derretida em um envelope. Os documentos públicos, pelo contrário, são selados pelo Brasão papal. Esses documentos foram historicamente chamado bulas papais, carimbadas com chumbo.
A utilização do Anel do Pescador foi alterada durante o século XV, quando foi usada para selar documentos oficiais. Essa prática foi abolida em 1842, quando a cera para a impressão do anel foi substituída por um carimbo com tinta vermelha.